# Macbeth (album)
Macbeth – album wydany przez grupę muzyczną Laibach 30 listopada 1989 roku. Całość materiału muzycznego została nagrana w latach 1987-88. Jest on ścieżką dźwiękową do sztuki Williama Szekspira Makbet, wystawionej w Hamburgu w Deutsches Schauspielhaus.

## Lista utworów
1. "Preludium"
2. "Agnus Dei (Acropolis)"
3. "Wutach Schlucht"
4. "Die Zeit"
5. "Ohne Geld"
6. "U.S.A."
7. "10.5.1941"
8. "Expectans Expectavos"
9. "Coincidentia Oppositorum"
10. "Wolf"
11. "Agnus Dei (Exil und Tod)"